# Brits-Sovjet verdrag

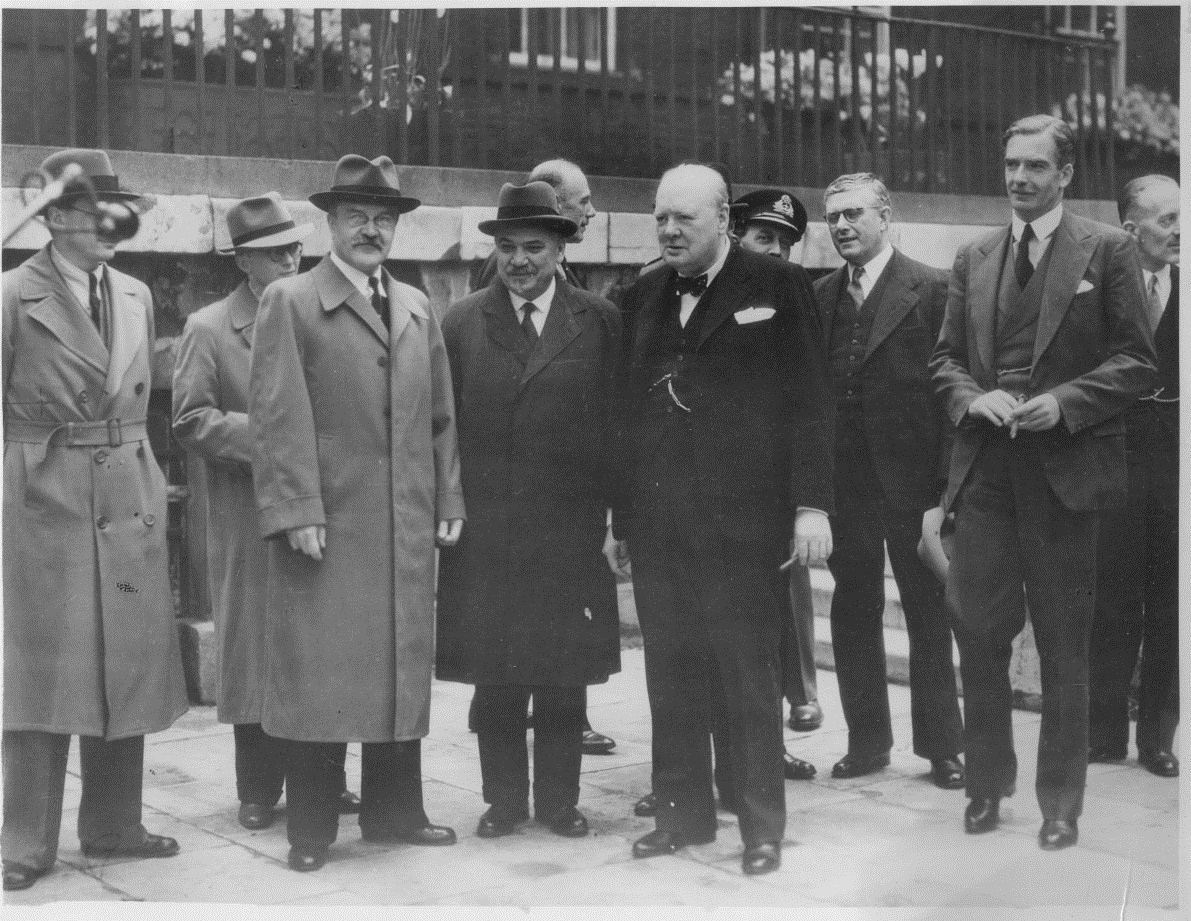
Molotov en Churchill in Londen bij ondertekening

Het Brits-Sovjet verdrag (volledige naam: Twintigjarig Wederzijdse Hulpverdrag tussen het Verenigd Koninkrijk en de Unie van Socialistische Sovjetrepublieken) was een alliantieverdrag tussen het Verenigd Koninkrijk en de Sovjet-Unie dat werd getekend in Londen op 26 mei 1942 tussen de Britse minister van Buitenlandse Zaken Anthony Eden en de Sovjet minister van Buitenlandse Zaken Vjatsjeslav Molotov. Met het verdrag werd een militaire en politieke alliantie aangegaan tussen beide landen dat gold voor 20 jaar - tijdens de Tweede Wereldoorlog en in de jaren erna.
Het verdrag vormde een vervolg op de Brits-Sovjet overeenkomst van 12 juli 1941, waarin beide landen beloofden elkaar militair te steunen en zelf geen vredesverdrag met nazi-Duitsland te sluiten. Het Anglo-Sovjetverdrag richtte zich eveneens op militaire samenwerking, maar werd in dit verdrag aangevuld met andere vormen van samenwerking en wederzijdse hulp tijdens en na de oorlog. Het verdrag bleef in de praktijk geen 20 jaar geldig, maar werd in mei 1955 opgezegd door de Sovjet-Unie nadat het Verenigd Koninkrijk zich aansloot bij de NAVO.